# Xiangcheng (Suzhou)
Xiangcheng (chinesisch 相城区, Pinyin Xiāngchéng Qū) ist ein chinesischer Stadtbezirk im Osten der Volksrepublik China. Er gehört zum Verwaltungsgebiet der bezirksfreien Stadt Suzhou in der Provinz Jiangsu. Er hat eine Fläche von 489,9 km² und zählt 692.947 Einwohner (Stand: Zensus 2010). Regierungssitz ist das Straßenviertel Yuanhe (元和街道).

## Administrative Gliederung
Auf Gemeindeebene setzt sich der Stadtbezirk aus vier Straßenvierteln und vier Großgemeinden zusammen. 